# Erasmus Medal
Die Erasmus Medal ist die höchste Auszeichnung der Academia Europaea. Sie wird für langfristig erbrachte, herausragende Wissenschaftsleistungen jährlich vergeben und ist mit einer Ehrenmitgliedschaft in der Akademie und einer Ehrenvorlesung auf der Jahrestagung der Akademie verbunden. Die Auszeichnung wird (Stand 2014) von der Heinz-Nixdorf-Stiftung gesponsert.

## Preisträger
Angegeben sind das Jahr und der Ort der Jahrestagung, der Preisträger und sein Fachgebiet.
- 1992 Budapest: János Kornai (Wirtschaftswissenschaften)
- 1993 Uppsala: Ernst-Joachim Mestmäcker (Rechtswissenschaften)
- 1994 Parma: Lawrence Freedman (Sozialwissenschaften)
- 1995 Krakau: Alain Touraine (Sozialwissenschaften)
- 1996 Barcelona: Hubert Markl (Evolutionsbiologie)
- 1997 Gent: Paul Crutzen (Geowissenschaften und Kosmologie)
- 1998 Basel: Peter Burke (Geschichte und Archäologie)
- 1999 Kopenhagen: Raoul Van Caenegem (Geschichte und Archäologie)
- 2001 Rotterdam: Edoardo Boncinelli (Zellbiologie)
2001 (keine Jahrestagung): Giorgio Bernardi (Biochemie und Molekularbiologie)
- 2002 Lissabon: Harold Kroto (Chemie)
- 2003 Graz: Carl Djerassi (Chemie)
- 2004 Helsinki: Stig Strömholm (Rechtswissenschaften)
- 2005 Potsdam: Pierre Léna (Geowissenschaften und Kosmologie)
- 2006 Budapest: Bert Sakmann (Physiologie und Medizin)
- 2007 Toledo: Francisco Márquez Villanueva (Literatur- und Theaterwissenschaften)
- 2008 Liverpool: Semir Zeki (Physiologie und Medizin)
- 2009 Neapel: Carlo Ginzburg (Geschichte und Archäologie)
- 2010 Löwen: Jean Fréchet (Chemie)
- 2011 Paris: Manuel Castells (Sozialwissenschaften)
- 2012 Bergen: Geoffrey Burnstock (Physiologie und Medizin)
2012 Bergen: Tomas Hökfelt (Physiologie und Medizin)
- 2013 Breslau: Norman Davies (Geschichte und Archäologie)
- 2014 Barcelona: Kurt Mehlhorn (Informatik)
- 2015 Darmstadt: Edith Hall (Altertumswissenschaften)
- 2016 Cardiff: Martin Rees (Astronomie)
- 2017 Budapest: Andreu Mas-Colell (Wirtschaftswissenschaften)
- 2018 Barcelona: Hans Clevers (Entwicklungsbiologie)
- 2019 Barcelona: Sonia Livingstone (Humanities)
2019 Barcelona: Aleida Assmann (Literaturwissenschaften)
- 2020 Barcelona: Roger Penrose (Mathematik)
- 2021 Barcelona: Philippe Aghion (Wirtschaftswissenschaften)
- 2022 München: Jean-Pierre Changeux (Neurowissenschaften)[1]